# Mauricio Ardila
Mauricio Alberto Ardila Cano (Yarumal, 21 mei 1979) is een Colombiaans voormalig professioneel wielrenner. Zijn jongere neef Alex is eveneens wielrenner.

## Biografie
Mauricio Ardila zag het levenslicht op 21 mei 1979 in het Colombiaanse Yarumal, in het departement Antioquia.
In 2002, op 23-jarige leeftijd, tekende hij bij het Belgische Marlux - Ville de Charleroi. In zijn debuutjaar won hij onder andere etappes in de Ronde van de Toekomst en de Ronde van Zweden. Eind 2003 hield zijn werkgever ermee op.
Ardila reed het jaar erop voor de opvolger Chocolade Jacques-Wincor Nixdorf. De Colombiaan kende een succesvol jaar: zo schreef hij het eindklassement van de Ronde van Groot-Brittannië, inclusief twee ritten, op zijn naam. Ook zette Ardila in dat jaar de Clásica La Libertad naar zijn hand. In 2004 maakte de renner ook zijn debuut in de Ronde van Italië. Hij eindigde er in enkele etappes enkele keren bij de eerste 20 en in het eindklassement bezette hij de 31e plek.

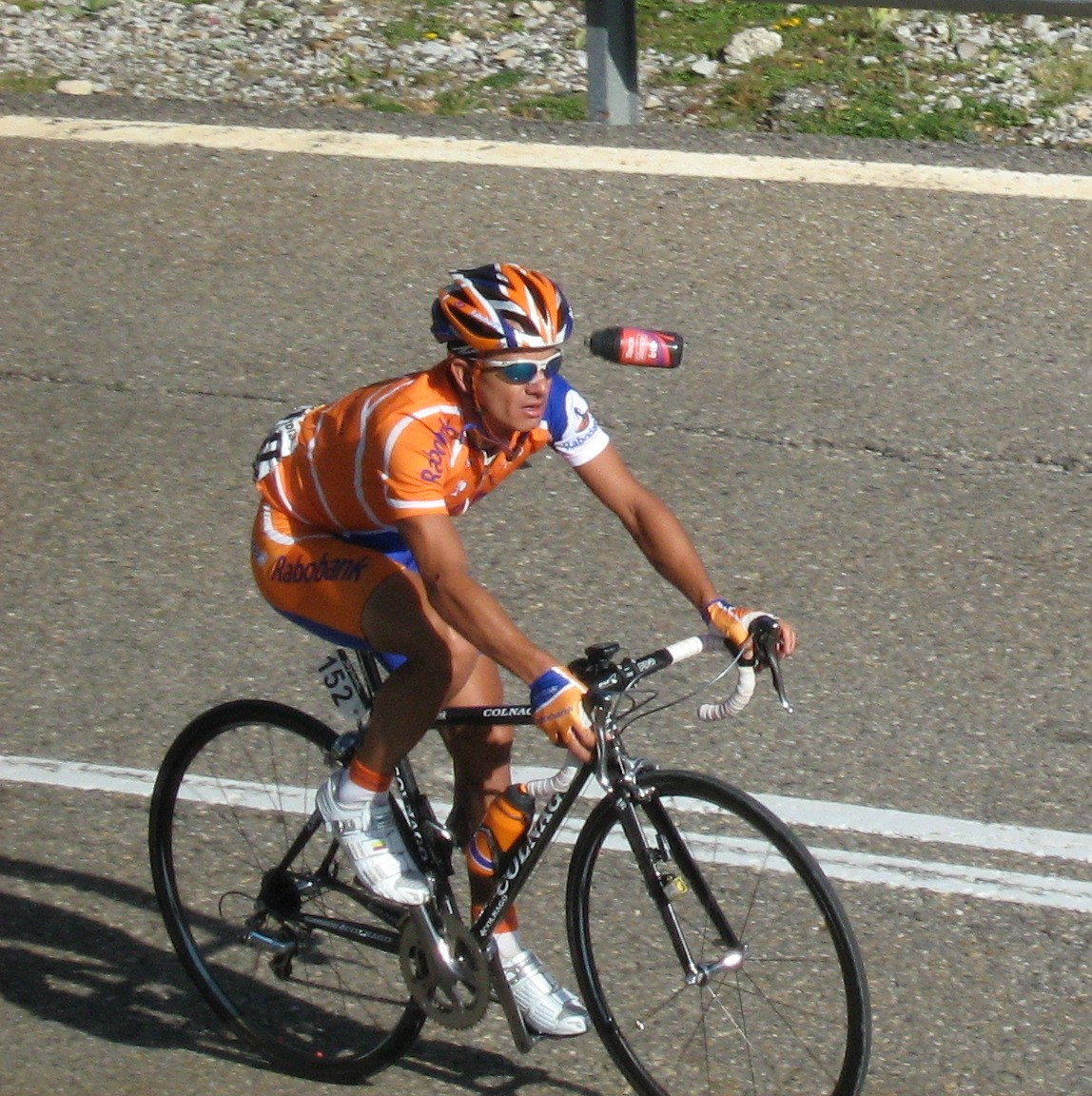
Ardila tijdens de Ronde van Spanje 2008

2004 was een goed jaar voor Ardila, maar hij brak pas echt door in 2005 bij Davitamon-Lotto met sterke resultaten in zowel de Giro als de Vuelta. In de Ronde van Italië behaalde hij enkele ereplaatsen en stond hij 27e in de eindrangschikking. In de Ronde van Spanje deed hij het zelfs nog beter met een achtste plek in de eindafrekening en een paar dichte ereplaatsen. Ook wat betreft overwinningen was het geen slecht jaar: Ardila schreef onder andere een rit in de Ronde van Nedersaksen bij op zijn palmares.
Eind 2005 kocht hij zijn contract af en tekende een contract bij Rabobank. Ardila kon de verwachtingen echter niet waarmaken - 2006 werd voor hem een grote flop. Ook de jaren hierop konden daar geen verandering in brengen. In 2011 stapte Ardila over naar Team Geox, de opvolger van het Spaanse Footon-Servetto-Fuji, waar ook zijn Rabokopman Denis Mensjov heen verhuisde. In de laatste jaren koerste Ardila bij kleinere Colombiaanse ploegen.

## Belangrijkste resultaten
| 2006 - 1e - etappe 4 Vuelta a Uraba - 6e - Colombiaans kampioenschap 2005 - 1e - etappe 5 Ronde van Nedersaksen - 1e - Circuito de Combita - 1e - etappe 2 Ronde van Valle del Cauca - 1e - Ronde van Valle del Cauca - 3e - etappe 13 Ronde van Spanje - 3e - etappe 5 Ronde van Italië - 8e - Ronde van Spanje | 2004 - 1e - etappe 1 Clásica La Libertad - 1e - etappe 2 Ronde van Groot-Brittannië - 1e - etappe 4 Ronde van Groot-Brittannië - 1e - Ronde van Groot-Brittannië - 2e - Ronde van Rijnland-Palts - 5e - Subida a Urkiola - 9e - Ronde van Burgos 2003 - 4e - Gp Llodio - 4e - Subida a Urkiola 2002 - 1e - etappe 10 Ronde van de Toekomst - 1e - etappe 4 Ronde van Zweden - 1e - Ronde van Valle del Cauca |

## Resultaten in voornaamste wedstrijden
| Jaar | Ronde van Italië | Ronde van Frankrijk | Ronde van Spanje |
| ---- | ---------------- | ------------------- | ---------------- |
| 2004 | 31e              |                     |                  |
| 2005 | 27e              |                     | 8e               |
| 2006 | 98e              |                     | 67e              |
| 2007 | 67e              |                     | 67e              |
| 2008 | 20e              |                     | opgave           |
| 2009 | 41e              |                     |                  |
| 2010 | 15e              |                     | 118e             |
| 2011 | 122e             |                     |                  |

| Jaar | Luik-Bast.‑Luik | Ronde van Lombardije | Rund um den Henninger-Turm | Waalse Pijl |  | WK op de weg |  | Wereldranglijsten |
| ---- | --------------- | -------------------- | -------------------------- | ----------- |  | ------------ |  | ----------------- |
| 2004 |                 |                      |                            | 102e        |  | 21e          |  |                   |
| 2005 |                 | 87e                  |                            |             |  |              |  | 89e (UPT)         |
| 2006 |                 |                      |                            |             |  | 100e         |  |                   |
| 2007 |                 |                      |                            |             |  |              |  |                   |
| 2008 | 79e             |                      | ↑                          |             |  |              |  |                   |
| 2009 |                 |                      |                            | 97e         |  |              |  |                   |
| 2010 |                 |                      |                            |             |  |              |  | 146e (UWK)        |
| 2011 |                 |                      |                            |             |  |              |  |                   |